# William Keith Brooks
Pour les articles homonymes, voir Brooks.
William Keith Brooks est un zoologiste américain, né le 25 mars 1848 à Cleveland, Ohio et mort le 12 novembre 1908.
Il fait ses études au Williams College et à l’université Harvard où il reçoit son doctorat en 1875. Il travaille à l’université Johns-Hopkins à partir de 1876. Il est l’un des plus éminents embryologistes de son pays.

## Liste partielle des publications
- 1882 : Hand-Book of Invertebrate Zoölogy
- 1882 : Heredity
- 1884 : The Development and Protection of the Oyster in Maryland
- 1881 : Lucifer: A Study in Morphology
- 1886 : The Stomatopoda of H. M. S. Challenger
- 1893 : A Monograph of the Genus Salpa
- 1898 : Foundations of Zoölogy (The Macmillan Company, New York et Londres) — Version numérique consultable librement sur Archive.org